# Arvi Ahmavaara
Kaarlo Arvi Eliel Ahmavaara (né Aulin le 13 août 1886 à Ii – mort le 25 octobre 1957 à Oulu) est un juriste, homme politique et ministre finlandais,.